# Cacatua cavadora
La cacatua cavadora (Cacatua pastinator) és una espècie d'ocell de la família dels cacatuids (Cacatuidae) que habita boscos, matolls i terres de conreu del sud-oest d'Austràlia Occidental.